# Stictoptera tongloana
Stictoptera tongloana är en fjärilsart som beskrevs av Swinhoe 1917. Stictoptera tongloana ingår i släktet Stictoptera och familjen nattflyn. Inga underarter finns listade i Catalogue of Life.